# فيليب تشن
فيليب تشن (بالصينية: 陳欣健) (و. 1945 – م) هو ممثل، ومخرج سينمائي، وملحن، وكاتب سيناريو، من جمهورية الصين الشعبية، ولد في هونغ كونغ.

## وصلات خارجية
- فيليب تشن على موقع IMDb (الإنجليزية)
- فيليب تشن على موقع ألو سيني (الفرنسية)
- فيليب تشن على موقع ميوزك برينز (الإنجليزية)
- فيليب تشن على موقع أول موفي (الإنجليزية)
- فيليب تشن على موقع قاعدة بيانات الفيلم (الإنجليزية)
- فيليب تشن على موقع كينوبويسك (الروسية)
- فيليب تشن على موقع كينوبويسك (الروسية)